# 施侃
施侃（15世紀—16世紀），字邦直，號菁陽，浙江湖州府歸安縣人，明朝政治人物。

## 生平
施侃自小聰敏，成年後肆力學習，熟習經史與陰陽、兵卜各種知識；寫作的古文才情雄渾，詩歌則意興清遠。他在正德五年（1510年）中舉人，嘉靖五年（1526年）成進士，在京師去世，著有《菁山集》。

## 引用
1. 1 2  同治《湖州府志·卷七十五·人物傳 文學一》：施侃，字邦直，號菁陽，嘉靖五年進士。少穎敏不羣，長而肆力於學，經史之餘凡陰陽律呂、兵卜奇秘無不鉤勘，有得輒書於冊；為古文雄渾深懋，詩先氣格意興清遠，與山人孫一元游，其詩才亦相當，卒於京師，有《菁山集》藏於家。 張志
2. ↑  同治《湖州府志·卷十二·選舉表 舉人一》：（正德）五年庚午（舉人） 施侃 詳進士